# Vandenesse-en-Auxois
Vandenesse-en-Auxois ist eine französische Gemeinde mit 294 Einwohnern (Stand 1. Januar 2022) im Département Côte-d’Or in der Region Bourgogne-Franche-Comté. Sie gehört zum Arrondissement Beaune und zum Kanton Arnay-le-Duc. 

## Lage
Der Ort liegt am Flüsschen Vandenesse und am parallel verlaufenden Canal de Bourgogne.
Die Gemeinde grenzt im Nordwesten an Créancey, im Nordosten an Commarin, im Osten an Châteauneuf, im Süden an Sainte-Sabine, im Südwesten an Rouvres-sous-Meilly und im Westen an Maconge.

## Bevölkerungsentwicklung
| Jahr                       | 1962 | 1968 | 1975 | 1982 | 1990 | 1999 | 2008 | 2015 |
| -------------------------- | ---- | ---- | ---- | ---- | ---- | ---- | ---- | ---- |
| Einwohner                  | 228  | 217  | 190  | 189  | 220  | 216  | 275  | 292  |
| Quellen: Cassini und INSEE |      |      |      |      |      |      |      |      |

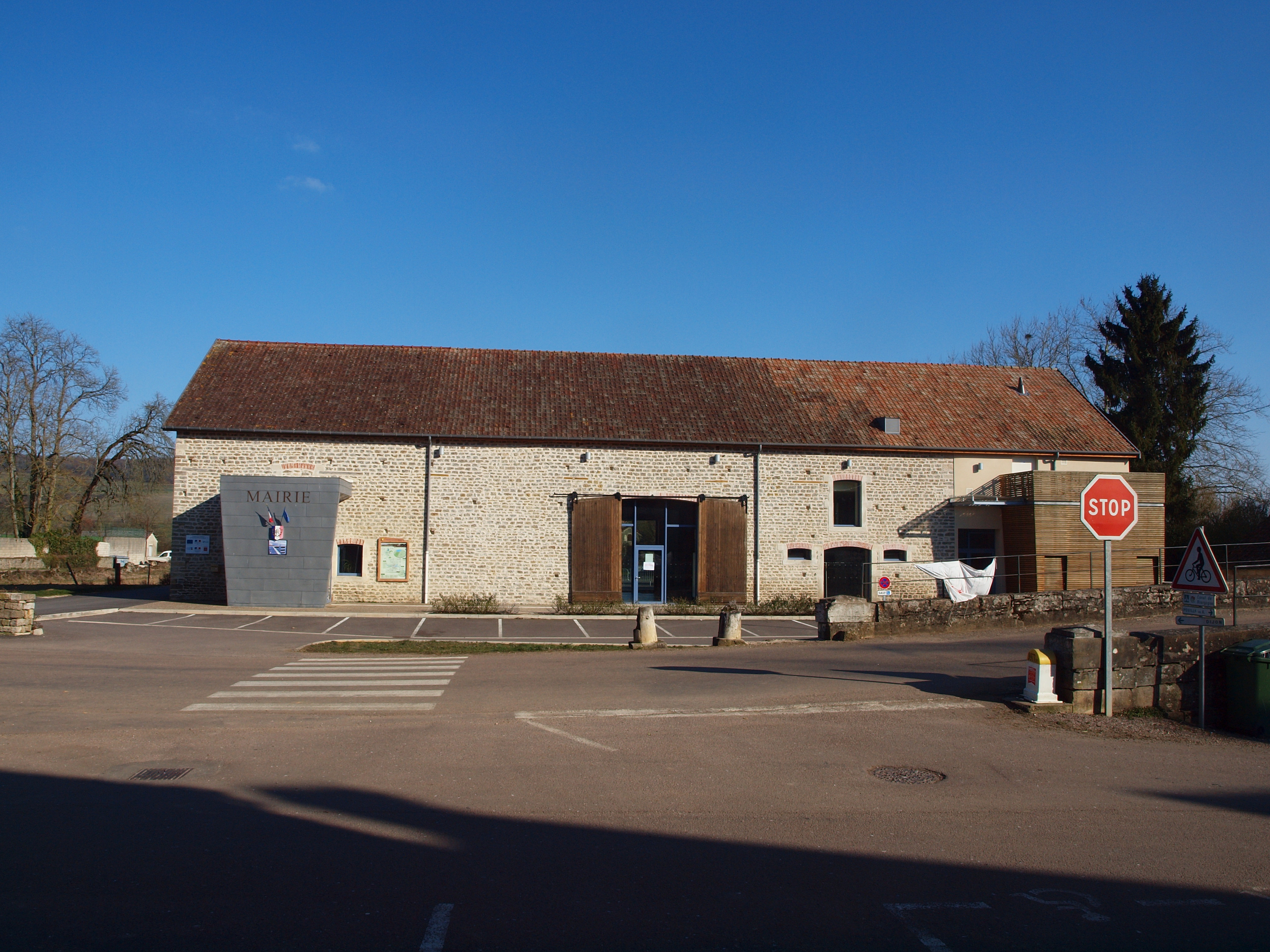
Mairie von Vandenesse-en-Auxois
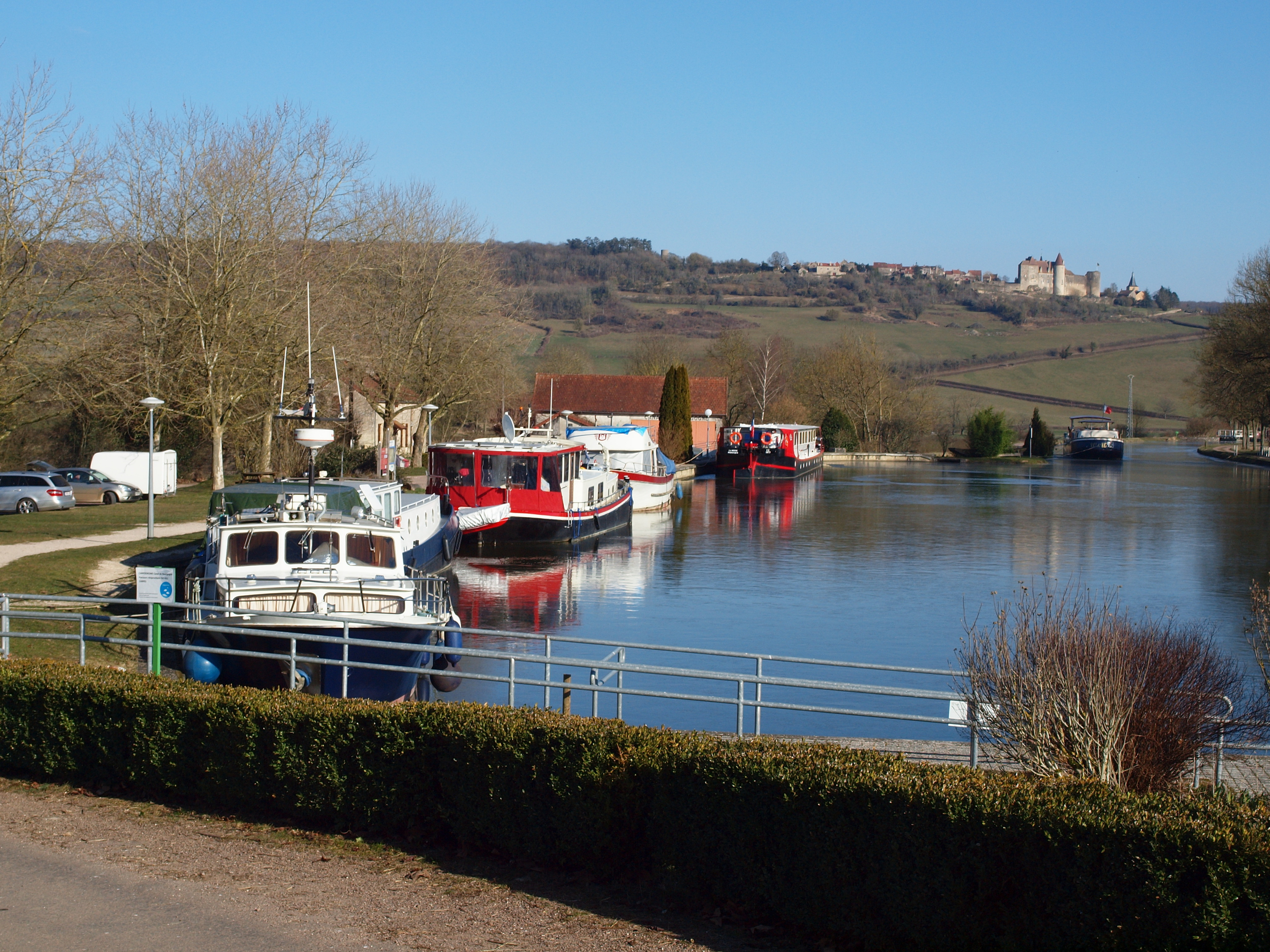
Anlegestelle für Motorboote am Canal de Bourgogne
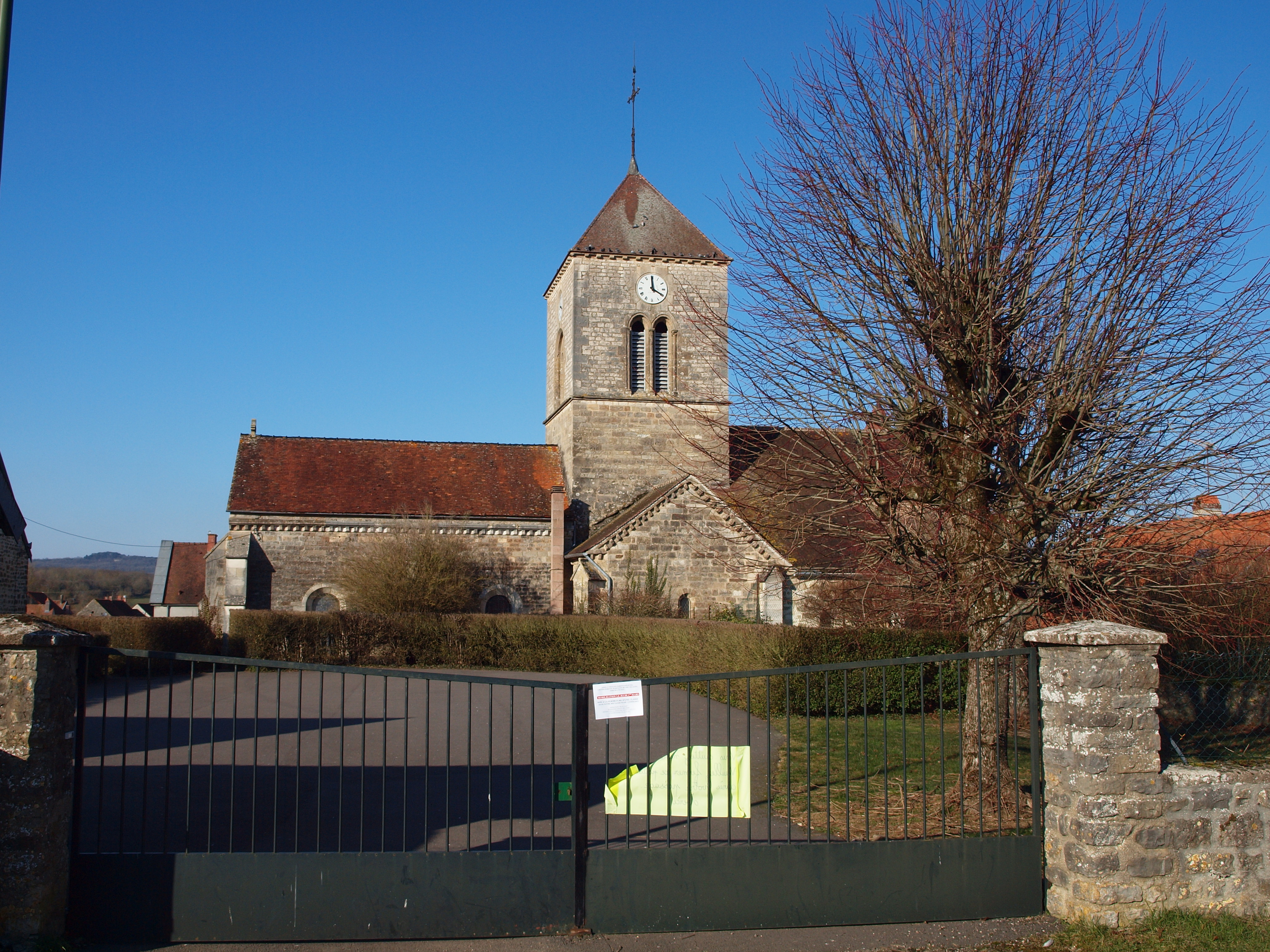
Kirche Notre-Dame de l’Assomption, Monument historique seit 1927